# Zanaco Football Club
El Zanaco FC és un club de futbol de la ciutat de Lusaka, Zàmbia. Zanaco és l'acrònim de Zambia National Commercial Bank. Juga a l'estadi Sunset.

## Palmarès
- Lliga zambiana de futbol:[1]

2002, 2003, 2005, 2006, 2009, 2012, 2016
- Copa zambiana de futbol:[2]

2002
- Copa Challenge zambiana de futbol:[2]

1987, 1988, 2006
- Copa Coca Cola zambiana de futbol:[2]

2001, 2004
- Charity Shield zambiana de futbol:[2]

2001, 2003, 2006
- Copa Barclays:[2]

2017